# Arteră cistică

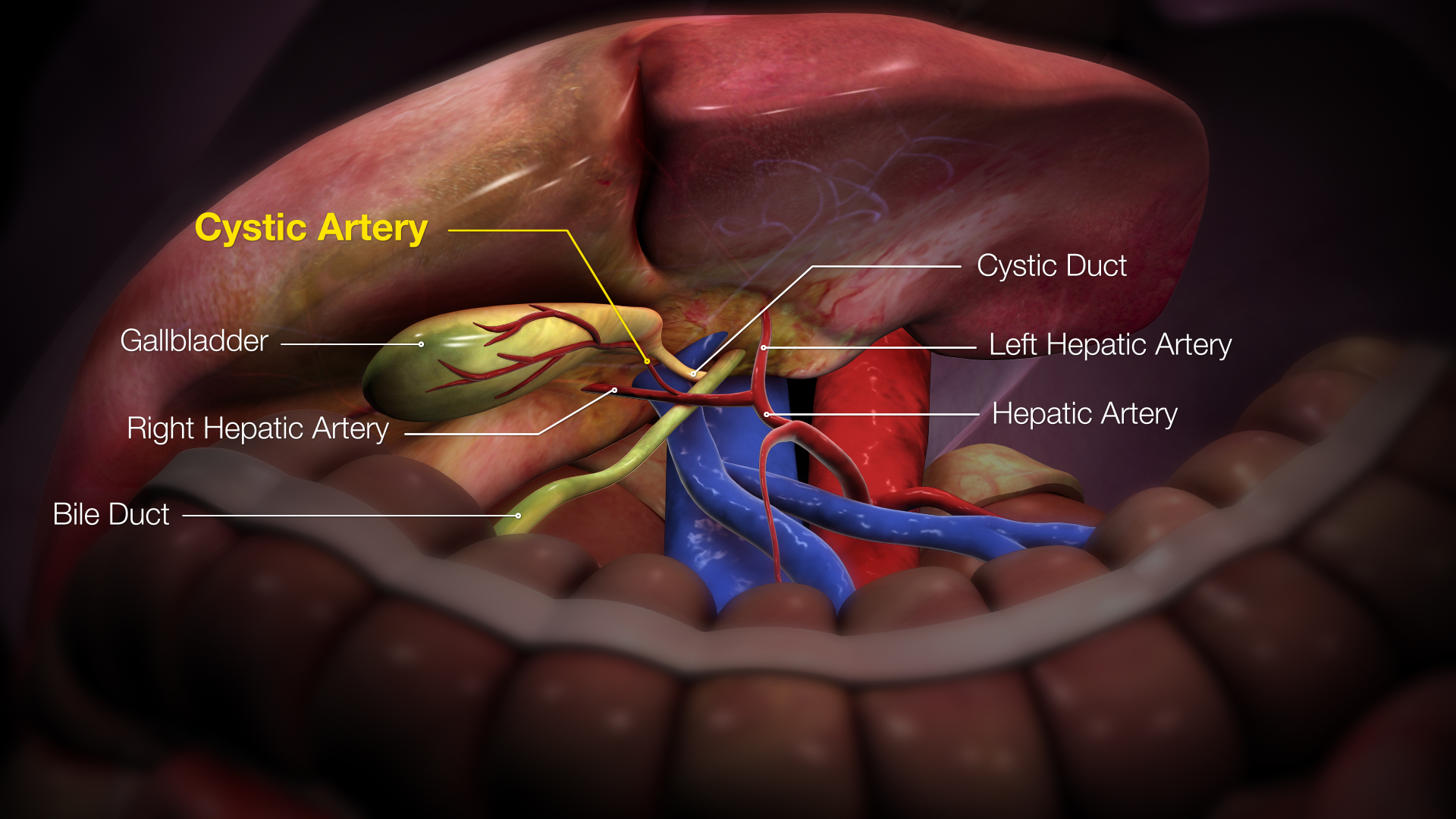
Animația medicală 3D a fost încă împușcată cu artera chistică

Artera cistică (cunoscută și sub numele de artera burlacă) furnizează sânge oxigenat vezicii biliare și canalului cistic.

## Poziție clasică
Poziția clasică, ce este frecventă în aproximativ 70% dintre indivizi, iar o arteră cistică singulară provine din flexura geniculată a arterei hepatice drepte din porțiunea superioară a triunghiului hepatobiliar.  Un loc de origine dintr-o porțiune mai proximală sau distală a arterei hepatice drepte este, de asemenea, considerat relativ normal.
După separarea de artera hepatică dreaptă, artera cistică se deplasează superior către conductul cistic și distribuie două până la patru ramuri minore, cunoscute sub numele de artere Calot, care vascularizează o parte a canalului cistic și a colului vezicii biliare înainte de a se împărți în ramurile superficială și profundă la aspectul superior al gâtului vezicii biliare:
- Ramura superficială (sau ramura anterioară) trece subseros peste aspectul stâng al vezicii biliare.
- Ramura profundă (sau ramura posterioară) are traseul între vezica biliară și fosa vezicii biliare, terminându-se la peritoneul atașat la suprafața ficatului.

## Variabilitate anatomică

### Artera cistică dublă
Atunci când ramurile superficiale și profunde ale arterei cistice nu au o origine comună, aceasta este definită ca o artă cistică dublă care apare cu o frecvență de 15% din cazuri.
Ramura profundă apare în mod constant din artera hepatică dreaptă, care este în general și sursa de origine a ramurii superficiale, totuși, în unele cazuri, s-a constatat că aceasta se desprinde din artera segmentară anterioară, artera hepatică medie, artera hepatică stângă, artera mezenterică superioară, artera gastroduodenală sau artera retroduodenală.
Aproximativ jumătate din arterele cistice superficiale pătrund prin triunghiul hepatobiliar, în timp ce arterele cistice profunde sunt adesea destul de mici ca lungime și diametru. Triplarea arterei cistice este foarte rară, având loc între 0-0,3% din cazuri.

### Originea aberantă a arterei hepatice drepte
Anatomia neobișnuită a arterei hepatice drepte poate afecta calea și forma arterei cistice, cea mai frecventă variație rezultând dintr-o origine aberantă a arterei hepatice drepte care este descrisă între 2-16% din cazuri.
În general această sursă anormală este artera mezenterică superioară sau mai rar aorta abdominală, producând ceea ce a fost descris ca o „înlocuire a arterei hepatice drepte”, trecând prin triunghiul hepatobiliar și alergând posterior și paralel cu canalul cistic. 
Datorită apropierii vezicii biliare de artera hepatică dreaptă (înlocuitoare) se poate forma o "omidă" sau cocoașa "Moynihan", iar această arteră produce, în general, mai multe ramuri cistice scurte, mai degrabă decât o singură arteră cistică. 

### Artera hepatică stângă
Artera cistică poate apărea din artera hepatică stângă și într-un astfel de caz se deplasează de obicei printr-un pasaj de parenchim hepatic, apropiindu-se de gâtul vezicii biliare, înainte de a se bifurca în ramuri ascendente (sau superioare) și descendente (sau inferioare). Această situație se regăsește în aproximativ 1% din cazuri.
Această formă a arterei cistice nu trece prin triunghiul hepatobiliar și este localizată atât anterior, cât și posterior canalului hepatic comun. 

### Artera cistică recurentă
La mai puțin de 1% dintre pacienți se găsește o formă cunoscută sub numele de arteră cistică recurentă - artera cistică apare din artera hepatică stângă și trece fie prin ligamentele colecistoduodenale, fie colecistocolice (care leagă vezica biliară de duoden și respectiv colonul transversal), marginea dreaptă a ligamentului hepatoduodenal și se conectează la fundul vezicii biliare înainte de a coborî pentru a alimenta corpul și gâtul. 

### Artera cistică joasă
Când o singură arteră cistică apare din artera gastroduodenală, aceasta formează o configurație cunoscută sub numele de arteră cistică joasă, deoarece trece inferior canalului cistic prin ligamentul colecistoduodenal și, prin urmare, rămâne în afara triunghiului hepatobiliar. 
Această afecțiune a fost alternativ descrisă ca o arteră cistică inferioară și transpunere a arterei și canalului cistic cu o prevalență de aproximativ 5%.
La 25% dintre acești pacienți cu acest curs va exista o alimentare arterială secundară către vezica biliară, cu artera joasă acționând ca echivalentul ramurii posterioare. 
Artera cistică mărită
Uneori artera cistică mărită poate fi găsită în timpul colecistectomiei. 

## Semnificație clinică
Trebuie identificată și ligat în operații care presupun îndepărtarea vezicii biliare ( colecistectomie).

## Legături externe

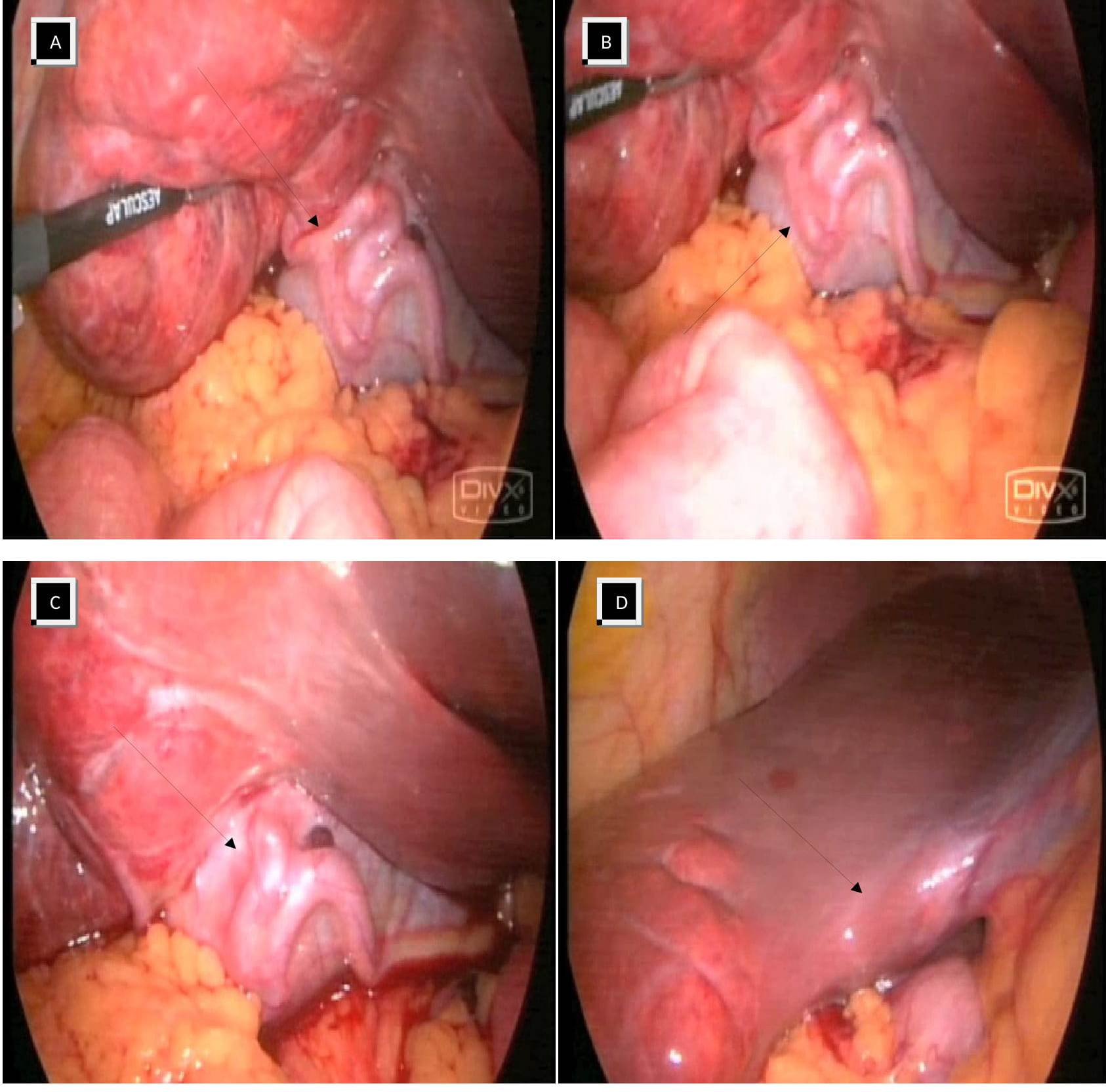
https://www.researchgate.net/publication/348576299_Enlarged_cystic_artery